# 河端悠
河端 悠（かわばた はるか、2002年3月9日 - ）は、福井県越前市出身の、日本人の女子柔道選手。階級は44kg級。身長148cm。組み手は左組み。血液型はO型。得意技は袖釣込腰。

## 経歴
柔道は5歳の時に父親の影響で一つ年上である姉の風とともに實心館仲保道場で始めた。小学校6年の時に全国小学生学年別柔道大会の45kg級に出場したが2回戦で敗れた。姉を追って大成中学へ進むと、2年の時には全国中学校柔道大会40kg級の決勝で野沢温泉中学2年の上倉舞知を指導2で破って優勝した。この際に姉は57kg級で2位にとどまったので姉妹優勝はならなかった。3年の時には決勝で沖縄尚学中学3年の宮城杏優菜を指導1で破って2連覇を達成した。大成高校へ進むと、1年の時には全日本カデ44kg級の決勝で京都文教高校2年の久保井仁菜に肩固で敗れるも、久保井がインターハイへの出場を優先して同時期に開催される17歳以下の世界一を決める世界カデの出場を辞退したために、代わって代表に選ばれた。世界カデでは決勝で北朝鮮のキム・ジョンフンと対戦すると、キムが中盤に反則の対象となる立ち姿勢から体を捨てた脇固めを仕掛けてきたことにより、反則勝ちを収めて優勝を飾った。団体戦では全勝したものの、チームは準々決勝でジョージアに4-4ながらポイント差で敗れたために3位に終わった。全日本ジュニアでは3位だった。

## 戦績
40kg級での戦績
- 2015年 - 全国中学校柔道大会 優勝
- 2016年 - 全国中学校柔道大会 優勝

44kg級での戦績
- 2017年 - 全日本カデ 2位
- 2017年 - ポーランドカデ国際 3位
- 2017年 - 世界カデ 個人戦 優勝、団体戦 3位
- 2017年 - 全日本ジュニア 3位
- 2018年 - 全日本カデ　3位

(出典、JudoInside.com)